# Nomia borneana
Nomia borneana là một loài Hymenoptera trong họ Halictidae. Loài này được Cameron mô tả khoa học năm 1902.